# Tóth János (mozdonyvezető)
Tóth János (Tóth III. János, 1912–1991) mozdonyvezető, a Magyar Államvasutak miskolci fűtőházának munkatársa, sztahanovista. 1950-ben – Kertész Andrással és Lokker Antallal megosztva – megkapta a Kossuth-díj arany fokozatát „a 2000 tonnás mozgalom elindításáért”.

## Élete
1948-ban Magyar Munka Érdeméremmel, 1970-ben Felszabadulási Jubileumi Emlékéremmel, 1972-ben a Haza Szolgálatáért Érdemérem arany fokozatával tüntették ki.
Részt vett a sztahanovista mozgalomban. 1948 és 1953 között a Szabad Nép című napilap munkaversennyel kapcsolatos cikkeiben 9 alkalommal szerepelt.
1950 novemberében az országos bányászértekezleten, 1950 decemberében a Magyar–Szovjet Társaság I. Országos Kongresszusán szólalt fel.
Ficzere László 1950-ben Az első Kossuth-díjas vasutasok (Élmunkások) című realista festményén Tóth III. Jánost ábrázolta, Kertész András és Lokker Antal társaságában.